# Corcovado (píseň)
Corcovado (v angličtině lze nalézt i pod názvem „Quiet Nights of Quiet Stars“) je píseň v žánru bossa nova, kterou napsal Antonio Carlos Jobim. Autorem anglického textu je pak Gene Lees. Verzi v americké hitparádě zpíval Andy Williams.
Píseň je pojmenovaná po hoře Corcovado v Rio de Janeiru.

## Nahrávky
- Cannonball Adderley a Sérgio Mendes – Cannonball's Bossa Nova (1962)
- Miles Davis – Quiet Nights (1962)
- Stan Getz, Antonio Carlos Jobim, João Gilberto a Astrud Gilberto – Getz/Gilberto (1963)
- Charlie Byrd – Brazilian Byrd (1964)
- Sérgio Mendes – Sergio Mendes & Bossa Rio (1964)
- Oscar Peterson – We Get Requests (1964)
- Cliff Richard – Kinda Latin (1966)
- Earl Grant – Bali Ha'i (1966)
- Frank Sinatra a Antonio Carlos Jobim – Francis Albert Sinatra & Antonio Carlos Jobim (1967)
- Engelbert Humperdinck – Release Me (1967)
- Mary Wilson – The Supremes Live! In Japan (1973)
- Elis Regina and Antonio Carlos Jobim – Elis & Tom (1974)
- Rita Reys a Metropole Orchestra – Rita Reys Sings Antonio Carlos Jobim (1981)
- Ella Fitzgerald – Ella Abraça Jobim (1981)
- Astrud Gilberto – Jazz Masters 9 (1993)
- Everything but the Girl – Red Hot + Rio (1996)
- Chris Connor – I Walk With Music (2002)
- Stacey Kent a Jim Tomlinson – The Lyric (2005)
- Art Garfunkel – Some Enchanted Evening (2007)
- Queen Latifah – Trav'lin' Light (2007)
- Woven Hand – Ten Stones (2008)
- Diana Panton – „...If The Moon Turns Green“ (2008)
- Señor Coconut And His Orchestra – Around The World With Señor Coconut And His Orchestra (2008)
- Diana Krall – Quiet Nights (2009)
- Ray Knox – Corcovado (Ti-Mo Remix)